# Летников, Алексей Васильевич
Алексе́й Васи́льевич Ле́тников (1837—1888) — русский математик.

## Биография
Образование получил в Константиновском межевом институте (1856) и в Московском университете (1860). 
В 1860—1868 годах преподавал математику в высшем (инженерном) классе межевого института и в Московском техническом училище. В 1868 году защитил магистерскую диссертацию  по теории дифференцирования с производным (дробным и отрицательным) указателем порядка дифференцирования и занял должность профессора в Московском техническом училище (в 1879—1880 гг. был инспектором училища). В 1874 году защитил докторскую диссертацию в Московском университете.
В 1884 году избран членом-корреспондентом по разряду математических наук Физико-математического отделения Императорской Санкт-Петербургской Академии Наук.
С 1885 года был директором Московского Александровского коммерческого училища.
А. В. Летников — один из основателей Московского математического общества.
Был похоронен на кладбище Ново-Алексеевского монастыря (монастырь и кладбище разрушены в 1926 году)

## Сочинения
Работы Алексея Васильевича касаются преимущественно аналитической геометрии, дифференцирования, тригонометрических и сферических функций:
- «Об условиях интегрируемости некоторых дифференциальных уравнений» («Мат. сборник», 1866);
- «Теория дифференцирования с произвольным указателем» («Мат. сборн.», 1868) магистерская диссертация;
- «Исследования, относящиеся к теории интегралов особого рода» («Мат. сб.», 1874 и отд., М., 1874; докторская диссерт.);
- «О теории параллельных линий Н. И. Лобачевского» («Мат. сб.», 1868);
- «Sur les propriet és principales des foyers des courbes du second dégré et sur la détermination analitique de ces points» («Nouv. Annales de Mathé m.», 1881)
- и др.

Кроме названных трудов, Летникову принадлежат следующие работы: «Общее доказательство основных форм тригонометрии» («Математический Сборник», 1867 г., т. II); «Об элементарной геометрии гг. Руше и Комберусса» (там же); «О кривизне поверхности в данной точке» (там же); «О теории параллельных линий Н. И. Лобачевского» («Математический Сборник», 1868 г., т. III); «О системах реального образования», актовая речь («Отчет и речи в собрании Моск. Технического училища», 1871 г.); «К разъяснению главных положений теории дифференцирования с произвольным указателем» («Математический Сборник», 1873 г., т. VІ); «Заметка об интегрировании двух известных уравнений» (там же 1876 г., т. VIII); «Общая формула для интегрирования линейного уравнения с постоянными коэффициентами и со вторым членом» (там же, 1878 г., т. IX); «Речь на обеде по случаю столетнего юбилея Константиновского Межевого института» («Моск. Ведомости», 1879 г., № 128); «Sur la propriétés principales des foyers des courbes du second degré et sur la détermination analytique de ces points» («Nouvelles Annales de Mathématiques», 1881 г.); «Новые изыскания о тригонометрических функциях» («Математический Сборник», 1882 г., т. Х); «О различных выражениях сферических функций с произвольным указателем и о разложении их в ряды» (там же); «Об определенных интегралах, содержащих функции, удовлетворяющие гипергеометрическому уравнению» (там же, 1883 г., т. XI); «О гиперсферических функциях и о разложении произвольной функции в ряды, расположенные по функциям гиперсферическим» (там же, 1885 г., т. XII); «Александровское коммерческое училище, основанное Московским биржевым обществом, его учебные и воспитательные задачи». М. 1885 г.; «Речь на обеде в честь проф. А. Ю. Давидова» и «Речь по поводу его кончины» («Воспоминания об А. Ю. Давидове». М. 1887 г.)
После смерти Летникова П. М. Покровский в память об учёном воспроизвёл его статью «О приведении многократных интегралов» («Мат. сб.», 1889 и отд. М., 1889) и опубликовал работу «Александровское коммерческое училище» (М., 1887) по черновым рукописям Летникова.
Современное изд.: Основы дробного исчисления = The foundations of fractional calculus : (с приложениями в теории разработки нефтяных и газовых залежей, подземной гидродинамике и динамике биологических систем) / Летников А. В., Черных В. А. — М.: НЕФТЕГАЗ, 2011.